# Các điểm đến của Cathay Pacific
Cathay Pacific có đường bay tới 47 điểm và Cathay Pacific Cargo có đường bay tới 58 điểm(bao gồm 47 điểm đến của Cathay Pacific) tại 29 quốc gia tại châu Á, châu Âu, Bắc Mỹ, châu Đại Dương và châu Phi.

## Châu Phi
- Nam Phi
  - Johannesburg - Sân bay quốc tế OR Tambo

## Châu Á

### Đông Á
- Bắc Kinh
  - Bắc Kinh - Sân bay quốc tế Thủ Đô Bắc Kinh
  - Thượng Hải - Sân bay quốc tế Phố Đông-Thượng Hải **
  - Hạ Môn - Sân bay quốc tế Hạ Môn Cao Khi (cargo only)
- Đài Loan
  - Đài Bắc - Sân bay quốc tế Đào Viên Đài Loan Focus city **
- Hong Kong
  - Sân bay quốc tế Hong Kong Hub **
- Nhật Bản
  - Fukuoka - Sân bay Fukuoka
  - Nagoya - Sân bay quốc tế Chubu
  - Osaka - Sân bay quốc tế Kansai **
  - Sapporo - Sân bay Chitose mới
  - Tokyo - Sân bay quốc tế Narita **
- Hàn Quốc
  - Seoul - Sân bay quốc tế Incheon **

### Nam Á
- Bangladesh
  - Dhaka - Sân bay quốc tế Shahjalal (cargo only)
- Ấn Độ
  - Chennai - Sân bay quốc tế Chennai **
  - Delhi - Sân bay quốc tế Indira Gandhi **
  - Mumbai - Sân bay quốc tế Chhatrapati Shivaji **
- Pakistan
  - Karachi - Sân bay quốc tế Jinnah
- Sri Lanka
  - Colombo - Sân bay quốc tế Bandaranaike

### Đông Nam Á
- Indonesia
  - Denpasar - Sân bay Ngurah Rai
  - Jakarta - Sân bay quốc tế Soekarno-Hatta **
  - Surabaya - Sân bay quốc tế Juanda
- Malaysia
  - Kuala Lumpur - Sân bay quốc tế Kuala Lumpur
  - Penang - Sân bay quốc tế Penang **
- Philippines
  - Cebu - Sân bay quốc tế Mactan-Cebu
  - Manila - Sân bay quốc tế Ninoy Aquino
- Singapore
  - Sân bay quốc tế Singapore Changi **
- Thái Lan
  - Bangkok - Sân bay quốc tế Suvarnabhumi Focus city **
- Việt Nam
  - Hà Nội - Sân bay quốc tế Nội Bài (cargo only)
  - TP. Hồ Chí Minh - Sân bay quốc tế Tân Sơn Nhất

### Tây Nam Á
- Bahrain
  - Sân bay quốc tế Bahrain
- Ả Rập Xê Út
  - Dammam - Sân bay quốc tế King Fahd  (bus service from Bahrain)
  - Jeddah - Sân bay quốc tế King Abdulaziz
  - Riyadh - Sân bay quốc tế King Khalid
- Các Tiểu Vương quốc Ả Rập Thống nhất
  - Dubai - Sân bay quốc tế Dubai **

## Châu Âu
- Bỉ
  - Brussels - Sân bay Brussels (cargo only)
- Pháp
  - Sân bay quốc tế Charles de Gaulle **
- Đức
  - Frankfurt - Sân bay quốc tế Frankfurt **
- Ý
  - Milan - Sân bay quốc tế Malpensa **
  - Roma - Sân bay quốc tế Leonardo da Vinci
- Hà Lan
  - Amsterdam - Sân bay quốc tế Amsterdam Schiphol **
- Nga
  - Moskva - Sân bay quốc tế Domodedovo [từ 13-07]
- Thụy Điển
  - Sân bay Stockholm-Arlanda (cargo only)
- Anh
  - London - Sân bay London Heathrow **
  - Manchester - Sân bay Manchester (cargo only)

## Bắc Mỹ
- Canada
  - Toronto - Sân bay quốc tế Toronto Pearson **
  - Vancouver - Sân bay quốc tế Vancouver **
- Hoa Kỳ
  - Atlanta - Sân bay quốc tế Hartsfield-Jackson Atlanta  (cargo only)
  - Chicago - Sân bay Quốc tế O'Hare  (cargo only)
  - Dallas - Sân bay quốc tế Dallas-Forth Worth  (cargo only)
  - Houston - Sân bay quốc tế George Bush  (cargo only)
  - Los Angeles - Sân bay quốc tế Los Angeles **
  - Miami - Sân bay quốc tế Miami (cargo only)
  - New York City - Sân bay quốc tế John F. Kennedy **
  - San Francisco - Sân bay quốc tế San Francisco **

## Châu Đại dương
- Australia
  - Adelaide - Sân bay quốc tế Adelaide
  - Brisbane - Sân bay Brisbane
  - Melbourne - Sân bay Melbourne
  - Perth - Sân bay Perth
  - Sydney - Sân bay quốc tế Kingsfort Smith
  - Toowoomba - Sân bay Toowoomba Wellcamp
- New Zealand
  - Auckland - Sân bay quốc tế Auckland
  - Christchurch - Sân bay quốc tế Christchurch

## Điểm đến trước đây
Châu Á
- Đông Á
  - Trung Quốc - Hạ môn (khai thác bởi Dragon Air từ 2008)
  - Đài Loan - Kao Hùng (khai thác bởi Dragon Air)
- Nam Á
  - Ấn Độ - Calcutta
- Đông Nam Á
  - Brunei - Bandar Seri Begawan
  - Căm phu chia - Phnom Penh (khai thác bởi Dragon Air)
  - Lào - Viêng chăn
  - Malaysia - Kota Kinabalu, Labuan (khai thác bởi Dragon Air)
  - Myanmar - Yangon
  - Việt Nam - Hà Nội (khai thác bởi Dragon Air)
- Tây Nam Á
  - Ả Rập Xê Út - Dhahran
  - Các Tiểu Vương quốc Ả Rập Thống nhất - Abu Dhabi

Châu Âu
- Thụy Điển - Stockholm
- Thụy Sĩ - Zurich
- Thổ Nhĩ Kỳ - Istanbul
- Anh- Luân Đôn (Gatwick Airport), Manchester

Bắc Mỹ
- Mỹ  - Anchorage

Châu Đại Dương
- Australia - Townsville
- Papua New Guinea - Port Moresby